# X1 (grupo musical)
X1 (hangul: 엑스원; rr: Ekseuwon, pronunciado como Eks-One) foi um grupo masculino sul-coreano formado pela CJ E&M através do show de sobrevivência da Mnet Produce X 101. O grupo era composto por onze membros: Kim Yo-han, Kim Woo-seok, Han Seung-woo, Song Hyeong-jun, Cho Seung-youn, Son Dong-pyo, Lee Han-gyul, Nam Do-hyun, Cha Jun-ho, Kang Min-hee e Lee Eun-sang. O grupo estreou em 27 de agosto de 2019 sob a Swing Entertainment, sendo co-gerenciado pela Stone Music Entertainment.
Apesar de uma estreia bem-sucedida, a carreira do X1 foi interrompida pela investigação de manipulação de votos da Mnet e, após uma negociação malsucedida sobre o futuro do grupo entre as agências individuais dos membros, eles se separaram em 6 de janeiro de 2020.

## Nome
O nome do grupo, X1, foi sugerido por internautas através do site oficial do Produce X 101 e escolhido pela CJ E&M, com o nome retirado da música título do programa "X1-MA". X1 significa "11" em números romanos e também representa 10+1.
Em 16 de agosto de 2019, foi anunciado que o nome de fandom do grupo seria "One It". O termo significa "quero X1" ("want it X1") em coreano, já que a primeira sílaba do verbo "querer" em coreano (원 하다) soa como "um" em inglês. Também pode significar "um deles" ("one of it"), já que "os fãs são as pessoas mais importantes para o X1".

## História
X1 foi formado através do show de sobrevivência Produce X 101, que foi ao ar pela Mnet de 3 de maio, até 19 de julho de 2019. De uma inicial participação de 101 estagiários, os 10 finalistas foram escolhidos entre os 20 estagiários restantes por votos do público na última semana do evento. O membro final, conhecido como o integrante X, foi selecionado entre os trainees restantes com o maior número de votos combinados em todos os episódios do programa. Todos os membros foram anunciados através de uma transmissão de televisão ao vivo em 19 de julho de 2019.
Antes do programa, a maioria dos membros já atuava na indústria da música. Cho Seung-youn estreou como membro do UNIQ em 2014. Ele também estreou como artista solo e produtor musical sob o nome artístico de Luizy em 2016, antes de mudar seu nome artístico para WOODZ em 2018. Ele também é conhecido por produzir uma das músicas de estreia do Idol Producer, "It's Okay". Kim Woo-seok estreou no UP10TION sob o nome de Wooshin em setembro de 2015, e foi um apresentador do The Show ao lado da center do Produce 101 Season 1 e ex-integrante do IOI, Jeon So-mi. Han Seung-woo estreou como membro e líder do VICTON em novembro de 2016. Lee Han-gyul estreou como membro do grupo projeto temporário da MBK Entertainment IM e concorreu com os outros membros do IM no The Unit: Idol Rebooting Project onde ele terminou em 13º lugar. Nam Do-hyon, outro trainee da MBK Entertainment, foi um concorrente do Under Nineteen como um membro do Rap Team e ocupou o 42º lugar no programa.
Após o programa, os 11 participantes ganhadores assinaram um contrato com a Swing Entertainment, da gravadora Stone Music, a gravadora que gerenciou os vencedores do Produce 101 Season 2 Wanna One. O contrato do grupo terminaria 5 anos após a sua estreia, com um contrato exclusivo de 2,5 anos e outro contrato não exclusivo de 2,5 anos, o que significaria que os eventuais membros poderiam voltar a co-promover com as suas agências originais após o primeiro semestre. No entanto, após um processo civil movido contra a Mnet devido às alegações de manipulação de votos do Produce X 101, várias marcas cancelaram seus acordos de endosso com o X1 ou os colocaram em espera. Algumas das agências dos competidores se recusaram a assinar até que as acusações fossem esclarecidas. Apesar disso, a estreia de X1 ocorreu como planejado.
O reality show de estreia do grupo, X1 Flash, estreou em 22 de agosto de 2019 na Mnet. O show seguiu os membros enquanto eles se preparam para a sua estreia, e também deu um vislumbre de suas vidas reais. O grupo fez sua estreia oficial em 27 de agosto com o showcase X1 Premier Show-Con, realizado no Gocheok Sky Dome que teve todos os seus ingressos vendidos em poucos minutos. Além do lançamento de seu extended play de estreia, Emergency: Quantum Leap, no mesmo dia, acompanhado do lead single "Flash", composto por Score, Megatone e Onestar (Monotree). Em 3 de setembro, o X1 ganhou sua primeira vitória no programa musical The Show da SBS MTV, cinco dias após sua estreia. Eles receberam 11 vitórias no total por sua música de estreia, "Flash", com sua 11ª vitória em M Countdown em 19 de setembro.
Em 5 de novembro de 2019, Ahn Joon-young, produtor de Produce X 101, foi preso e, mais tarde, ele admitiu ter manipulado o ranking do programa. Isso afetou a imagem do X1 e causou o cancelamento de várias aparições públicas. E posteriormente a Mnet anunciou que não havia planos para o grupo promover. Em 30 de dezembro de 2019, o CJ ENM anunciou que o X1 retomaria as atividades com as vítimas da manipulação dos votos compensadas.
Em 6 de janeiro de 2020, a CJ ENM, a Swing Entertainment e as agências individuais dos membros realizaram uma reunião para discutir o futuro do grupo. Mais tarde naquele dia, eles anunciaram que as agências não poderiam chegar a um acordo e decidiram se separar.

## Ex-integrantes
Ordem dos membros de acordo com a classificação final do Produce X 101.
- Kim Yo-han (김요한) nascido em Jungnang-gu, Seul em 22 de setembro de 1999 (25 anos). Agenciado pela OUI Entertainment. Durante a transmissão final do Produce X 101, Yohan ficou no primeiro lugar, totalizando mais de 1,33 milhões de votos, sendo declarado como vencedor geral do programa e recebendo a posição central do X1.[37]
- Kim Woo-seok (김우석) nascido em Daedeok-gu, Daejeon em 27 de outubro de 1996 (28 anos). Agenciado pela TOP Media. Durante a transmissão final, ficou em segundo lugar, totalizando mais de 1,3 milhões de votos.[37]
- Han Seung-woo (한승우) nascido em Buk-gu, Busan em 24 de dezembro de 1994 (30 anos). Agenciado pela Plan A Entertainment. Durante a transmissão final, ficou em terceiro lugar, totalizando mais de 1,07 milhões de votos.[37] Foi escolhido como líder do grupo pelos próprios integrantes.[38]
- Song Hyeong-jun (송형준) nascido em Tongyeong, Gyeongsang do Sul em 30 de novembro de 2002 (22 anos). Agenciado pela Starship Entertainment. Durante a transmissão final, ficou em quarto lugar, totalizando mais de 1,04 milhões de votos.[37]
- Cho Seung-youn (조승연) nascido em Gyeonggi em 5 de agosto de 1996 (28 anos). Agenciado pela Yuehua Entertainment. Durante a transmissão final, ficou em quinto lugar, totalizando mais de 920 mil votos.[37]
- Son Dong-pyo (손동표) nascido em Yeongdeok-gun, Gyeongsang do Norte em 9 de setembro de 2002 (22 anos). Agenciado pela DSP Media. Durante a transmissão final, ficou em sexto lugar, totalizando mais de 820 mil votos.[37]
- Lee Han-gyul (이한결) nascido em Namdong-gu, Incheon em 7 de dezembro de 1999 (25 anos). Agenciado pela MBK Entertainment. Durante a transmissão final, ficou em sétimo lugar, totalizando mais de 790 mil votos.[37]
- Nam Do-hyon (남도현) nascido em Icheon, Gyeonggi em 10 de novembro de 2004 (20 anos). Agenciado pela MBK Entertainment. Durante a transmissão final, ficou em oitavo lugar, totalizando mais de 760 mil votos.[37]
- Cha Jun-ho (차준호) nascido em Hongseong-gun, Chungcheong do Sul em 9 de julho de 2002 (22 anos). Agenciado pela Woollim Entertainment. Durante a transmissão final, ficou em nono lugar, totalizando mais de 750 mil votos.[37]
- Kang Min-hee (강민희) nascido em Suncheon, Jeolla do Sul em 17 de setembro de 2002 (22 anos). Agenciado pela Starship Entertainment. Durante a transmissão final, ficou em décimo lugar, totalizando mais de 740 mil votos.[37]
- Lee Eun-sang (이은상) nascido em Jeju em 26 de outubro de 2002 (22 anos). Agenciado pela Brand New Music. Durante a transmissão final, foi o membro X  escolhido pelos votos acumulados durante todo o programa. Eunsang recebeu mais de 3 milhões de votos.[37]

## Repercussão
Antes da estreia, o X1 fez sua estreia na Billboard nas paradas Social 50 e Emerging Artists na 6ª e 11ª posição, respectivamente, tornando-os os primeiros artistas coreanos a conseguir um lugar no Social 50 antes de estrear.

## Discografia

### Extended plays
| Título                  | Detalhes | Melhores posições nas paradas | Melhores posições nas paradas | Melhores posições nas paradas | Melhores posições nas paradas | Melhores posições nas paradas | Melhores posições nas paradas | Vendas                                                  | Certificação       |
| Título                  | Detalhes | KOR                           | FRA Dig.                      | JPN                           | JPN Hot                       | POL                           | US World                      | Vendas                                                  | Certificação       |
| ----------------------- | --- | ----------------------------- | ----------------------------- | ----------------------------- | ----------------------------- | ----------------------------- | ----------------------------- | ------------------------------------------------------- | ------------------ |
| Emergency: Quantum Leap | - Lançamento: 27 de agosto de 2019 (KOR) - Gravadora(s): Swing Entertainment - Formato(s): CD, download digital, streaming | 1                             | 76                            | 4                             | 10                            | 22                            | 9                             | - KOR: 629,879 - JPN: 48,528 (Phy.) - JPN: 2,685 (Dig.) | - KMCA: 2× Platina |

### Singles
| Título  | Ano  | Melhores posições nas paradas | Melhores posições nas paradas | Melhores posições nas paradas | Melhores posições nas paradas | Álbum                   |
| Título  | Ano  | KOR                           | KOR                           | JPN                           | US                            | Álbum                   |
| Título  | Ano  | Gaon                          | Hot                           | Hot                           | World                         | Álbum                   |
| ------- | ---- | ----------------------------- | ----------------------------- | ----------------------------- | ----------------------------- | ----------------------- |
| "Flash" | 2019 | 26                            | 3                             | 25                            | 15                            | Emergency: Quantum Leap |

### Outras canções cartografadas
| Título                            | Ano  | Melhores posições nas paradas | Melhores posições nas paradas | Álbum                   |
| Título                            | Ano  | KOR                           | KOR                           | Álbum                   |
| Título                            | Ano  | Gaon                          | Hot                           | Álbum                   |
| --------------------------------- | ---- | ----------------------------- | ----------------------------- | ----------------------- |
| "Like Always" (웃을 때 제일 예뻐) | 2019 | 69                            | 15                            | Emergency: Quantum Leap |
| "U Got It" (X1 version)           | 2019 | 84                            | 16                            | Emergency: Quantum Leap |
| "Move" (움직여) (X1 version)      | 2019 | 90                            | 19                            | Emergency: Quantum Leap |
| "I'm Here for You" (괜찮아요)     | 2019 | 91                            | 18                            | Emergency: Quantum Leap |
| "Stand Up" (intro)                | 2019 | 106                           | 25                            | Emergency: Quantum Leap |

### Vídeos musicais
| Título  | Ano  | Diretor(es) | Ref.   |
| ------- | ---- | ----------- | ------ |
| "Flash" | 2019 | Rigend Film | [ 57 ] |

## Filmografia
| Título        | Ano  | Rede | Notas            |
| ------------- | ---- | ---- | ---------------- |
| Produce X 101 | 2019 | Mnet | Concorrentes     |
| X1 Flash      | 2019 | Mnet | Elenco principal |

| Título    | Ano  | Rede    | Notas                   |
| --------- | ---- | ------- | ----------------------- |
| Archive X | 2019 | YouTube | Estreou em 31 de agosto |

## Turnês

### Showcases
| Showcase            | Data                 | Cidade | País          | Local            |
| ------------------- | -------------------- | ------ | ------------- | ---------------- |
| X1 Premier Show-Con | 27 de agosto de 2019 | Seul   | Coreia do Sul | Gocheok Sky Dome |

### Outros concertos
| Concerto                                        | Data                   | Cidade                   | País          | Local                    |
| ----------------------------------------------- | ---------------------- | ------------------------ | ------------- | ------------------------ |
| The Show 2019 Pohang K-pop Concert              | 1º de setembro de 2019 | Pohang, Gyeongsangbuk-do | Coreia do Sul | Pohang Sports Stadium    |
| 12TH KMF 2019                                   | 16 de setembro de 2019 | Sapporo                  | Japão         | Zepp Sapporo             |
| 12TH KMF 2019                                   | 22 de setembro de 2019 | Kōtō, Tóquio             | Japão         | Toyosu PIT               |
| 12TH KMF 2019                                   | 23 de setembro de 2019 | Kōtō, Tóquio             | Japão         | Toyosu PIT               |
| KCON 2019 THAILAND                              | 28 de setembro de 2019 | Nonthaburi, Bangkok      | Tailândia     | IMPACT Muang Thong Thani |
| KCON 2019 THAILAND                              | 29 de setembro de 2019 | Nonthaburi, Bangkok      | Tailândia     | IMPACT Muang Thong Thani |
| 100th National Sports Festival Opening Ceremony | 4 de outubro de 2019   | Seul                     | Coreia do Sul | Jamsil Stadium           |

## Prêmios e indicações

### Prêmios em programas musicais
| Ano           | Data           | Canção  | Ref.   |
| ------------- | -------------- | ------- | ------ |
| Inkigayo      |                |         |        |
| 2019          | 8 de setembro  | "Flash" | [ 64 ] |
| 2019          | 15 de setembro | "Flash" | [ 65 ] |
| M Countdown   |                |         |        |
| 2019          | 5 de setembro  | "Flash" | [ 66 ] |
| 2019          | 12 de setembro | "Flash" | [ 67 ] |
| 2019          | 19 de setembro | "Flash" | [ 30 ] |
| Music Bank    |                |         |        |
| 2019          | 6 de setembro  | "Flash" | [ 68 ] |
| 2019          | 13 de setembro | "Flash" | [ 69 ] |
| Show Champion |                |         |        |
| 2019          | 4 de setembro  | "Flash" | [ 70 ] |
| 2019          | 18 de setembro | "Flash" | [ 71 ] |
| The Show      |                |         |        |
| 2019          | 3 de setembro  | "Flash" | [ 72 ] |
| 2019          | 10 de setembro | "Flash" | [ 73 ] |